# Ellen Cochuyt
Ellen Cochuyt (20 mei 1983) is een Belgische voormalige atlete, die gespecialiseerd was in het hoogspringen en het hordelopen. Zij werd eenmaal Belgisch kampioene.

## Loopbaan
Cochuyt was oorspronkelijk actief als hoogspringster. Tussen 1997 en 2000 behaalde ze vier opeenvolgende Belgische jeugdtitels in het hoogspringen. In 2001 nam ze deel aan de Europese kampioenschappen voor junioren. Ze werd uitgeschakeld in de kwalificaties.
Cochuyt schakelde over naar de 400 m horden. In deze discipline werd ze in 2006 Belgisch kampioene.
Cochuyt was aangesloten bij AC Meetjesland en stapte over naar AA Gent.

## Belgische kampioenschappen
| Onderdeel    | Jaar |
| ------------ | ---- |
| 400 m horden | 2006 |

## Persoonlijke records
Outdoor
| Onderdeel    | Prestatie | Datum        | Plaats  |
| ------------ | --------- | ------------ | ------- |
| 400 m horden | 59,50 s   | 9 juli 2006  | Brussel |
| hoogspringen | 1,81 m    | 27 juni 2001 | Duffel  |

Indoor
| Onderdeel    | Prestatie | Datum            | Plaats |
| ------------ | --------- | ---------------- | ------ |
| 400 m        | 56,90 s   | 19 februari 2006 | Gent   |
| hoogspringen | 1,81 m    | 2 maart 2003     | Gent   |

## Palmares

### 400 m
- 2006:  BK indoor AC - 56,90 s

### 400 m horden
- 2002:  BK AC - 60,42 s
- 2006:  BK AC - 59,50 s

### hoogspringen
- 1998:  BK AC - 1,79 m
- 1999:  EJOD te Esbjerg  - 1,75 m
- 1999:  BK AC - 1,74 m
- 2001: 17e kwal. EK U20 te Grosseto  - 1,79 m
- 2001:  BK AC - 1,81 m
- 2002:  BK AC - 1,71 m
- 2003:  BK indoor AC - 1,80 m